# Gail Russell

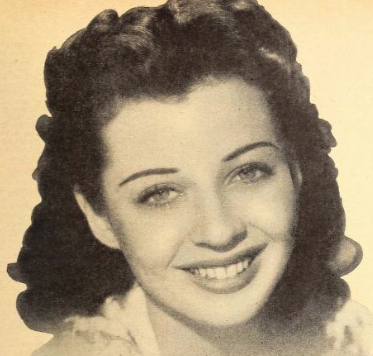
Gail Russell, 1946.

Gail Russell, född 21 september 1924 i Chicago, Illinois, död 27 augusti 1961 i Los Angeles, Kalifornien var en amerikansk skådespelare. Hennes största framgång blev filmen Ängeln och den laglöse 1947. Russell hade under sina sista år grava alkoholproblem, vilket ledde till hennes tidiga död 1961.
Russell har en stjärna på Hollywood Walk of Fame vid adressen 6933 Hollywood Blvd.

## Filmografi
- 1944 – Kvinnan i mörkret
- 1944 – De objudna
- 1944 – När jag var ung i Paris
- 1945 – Sista loppet
- 1947 – Calcutta
- 1947 – Ängeln och den laglöse
- 1948 – Natten har tusen ögon
- 1948 – Röda häxan
- 1956 – Sju mäns död
- 1957 – I skuggan av ett mord